# Sergei Korchitsky
Sergei Korchitsky (en russe : Сергей Корчицкий) (né le 27 janvier 1976 à Minsk) est un joueur de shogi cinquième dan et grand-maître d'échecs hexagonaux biélorusse ; il a notamment obtenu le titre de champion d'Europe dans ces deux disciplines. Il pratique aussi le xiangqi et a notamment été invité en 2018 à la Coupe HanXin.

## Biographie
Korchitsky enseigne le latin à l'Université linguistique d'État de Minsk (en). Il est membre de l'Union des écrivains de langue russe (en).

## Palmarès

### Aux échecs hexagonaux
Sergei Korchitsky a remporté le championnat d'Europe d'échecs hexagonaux en 1998.

### Au shogi
Korchitsky a remporté de nombreux titres, tant au niveau national qu'au niveau européen.

#### Championnat de Biélorussie
Korchitsky a remporté sans interruption de 2004 à 2016 le championnat de Biélorussie de shogi.

#### Championnat d'Europe
Korchitsky a remporté en 2013 et 2021 le championnat d'Europe de shogi, il a également été vice-champion en 2012 et 2017.

#### International Shogi Forum
Korchitsky a terminé second de l'International Shogi Forum 2008.